# Mc Nutt
Mc Nutt és una concentració de població designada pel cens dels Estats Units a l'estat de Wyoming. Segons el cens del 2000 tenia 278 habitants.